# 국가해사감독국
조선민주주의인민공화국 국가해사감독국(國家海事監督局 Aritime Adminstration of DPR KOREA)은  조선민주주의인민공화국의 바다와 강하천, 호소에서 사람의 생명과 배의 안전보장, 배에 대한 검사와 등록, 배에 의한 환경오염방지와 관련된 법률, 행정사무, 해사법규 및 기술활동전반을 감독통제하는 내각 중앙 행정기관으로, 륙해운성의 외청이다. 

## 소관 업무
- 해사법률 제정
- 해상 안전
- 해상 환경 보호
- 해상 탐색 구조조정
- 선원자격 심사
- 해난사고조사
- 해사분야에서의 대외활동

## 산하 기관
- 본부
  - 종합처
  - 해사법규조사처
  - 해상안전처
  - 해상환경보호처
  - 선원자격심사처

- 도 해사감독처
- 시 해사감독처

### 소속 위원회
- 기술협력위원회

### 소속 기관
- 중앙해상탐색구조조종소
- 조선해사인증쎈터
- 평양국제해사정보교류소
- 조선선급협회
- 중앙해상환경보호조종소
- 조선해상환경보호기금

## 역대 국장, 부국장

### 국장
- 박종일
- 고능두 2014년 ~
- 전기철 2016년 ~

### 부국장
- 전기철 2014년 ~
- 김성철 2017년 ~
- 리광철 2017년 ~
- 남현일